# Los Angeles Lakers 1974-1975
La stagione 1974-75 dei Los Angeles Lakers fu la 26ª nella NBA per la franchigia.
I Los Angeles Lakers arrivarono quinti nella Pacific Division della Western Conference con un record di 30-52, non qualificandosi per i play-off.

## Roster
| N° | Naz.                   | Ruolo | Sportivo          | Anno | Alt. | Peso |
| -- | ---------------------- | ----- | ----------------- | ---- | ---- | ---- |
| 3  | Stati Uniti (bandiera) | C     | Elmore Smith      | 1949 | 213  | 113  |
| 10 | Stati Uniti (bandiera) | A     | Corky Calhoun     | 1950 | 201  | 95   |
| 12 | Stati Uniti (bandiera) | GA    | Pat Riley         | 1945 | 193  | 93   |
| 15 | Stati Uniti (bandiera) | G     | Jim Price         | 1949 | 191  | 88   |
| 20 | Stati Uniti (bandiera) | GA    | Brian Winters     | 1952 | 193  | 84   |
| 23 | Stati Uniti (bandiera) | G     | Stu Lantz         | 1946 | 191  | 79   |
| 24 | Stati Uniti (bandiera) | AC    | Kermit Washington | 1951 | 203  | 104  |
| 25 | Stati Uniti (bandiera) | G     | Gail Goodrich     | 1943 | 185  | 77   |
| 31 | Stati Uniti (bandiera) | AC    | Zelmo Beaty       | 1939 | 206  | 102  |
| 32 | Stati Uniti (bandiera) | AC    | Bill Bridges      | 1939 | 196  | 103  |
| 33 | Stati Uniti (bandiera) | GA    | Cazzie Russell    | 1944 | 196  | 99   |
| 34 | Stati Uniti (bandiera) | A     | Stan Love         | 1949 | 206  | 98   |
| 40 | Stati Uniti (bandiera) | G     | Lucius Allen      | 1947 | 188  | 79   |
| 42 | Stati Uniti (bandiera) | AC    | Connie Hawkins    | 1942 | 203  | 95   |
| 52 | Stati Uniti (bandiera) | A     | Happy Hairston    | 1942 | 201  | 102  |

## Staff tecnico
- Allenatore: Bill Sharman
- Vice-allenatore: John Barnhill